# American Journal of Science
American Journal of Science (AJS, укр. Американський науковий журнал) — найстаріший науковий журнал у Сполучених штатах Америки, що виходить без перерв з моменту заснування у 1818 році професором Бенджаміном Силліманом, який на початку особисто редагував і фінансував його. До 1880 року, журнал був відомий під назвою American Journal of Science and Arts, але завжди у центрі його уваги були природничі науки і, зокрема, геологія та дотичні до неї дисципліни.
У перші роки журнал часто називали «Silliman's Journal», і публікації у ньому пов'язували з Єльським університетом через його тривале перебування там (1804—1853). Редакторські функції тривалий час залишалася у родини професора Силлімана, оскільки йому з 1838 року допомагав його син Бенджамін Силліман-молодший. Після смерті Силлімана-старшого у 1864 році його змінив на посаді головного редактора його зять Джеймс Дуайт Дана, а потім з 1895 по 1926 рік син Джеймса Дана Едвард Солсбері Дана. Асоційованими редакторами були ботанік Ейса Грей і зоолог Луї Агассіз.
Станом на 2021 рік редакторами журналу є Сі Пейдж Чемберлен (англ. C. Page Chamberlain), професор Стенфордського університету, Денні Рай (англ. Danny M. Rye і Марк Брендон (англ. Mark T. Brandon) професори геології Єльського університету.